# Isuzu Midi
Der Isuzu Fargo ist ein Kleintransporter des Automobilherstellers Isuzu.

## Geschichtliches
Im Laufe des Jahres 1985 gab es Gespräche mit Freight Rover über eine Lizenzfertigung des Rover Sherpa, um den veralteten und wenig erfolgreichen Bedford Blitz zu ersetzen, die aber ergebnislos abgebrochen wurden. Da es für General Motors billiger war, Konstruktionen von Schwesterfirmen einzusetzen als eine Neuentwicklung, entschloss man sich, den bereits seit 1980 in Japan gebauten Kleintransporter Isuzu Fargo ins europäische Programm zu übernehmen. Dieser wurde seit 1982 als Holden Shuttle in Australien angeboten und seit 1983 (bis 1988) von der in Kairouan (Tunesien) ansässigen Industries Mécaniques Maghrébines als Isuzu Midi für den lokalen Markt gebaut. Der Isuzu Fargo wurde in einige europäische Länder (z. B. Skandinavien) über das Isuzu eigene Händlernetz als Isuzu WFR angeboten und sollte auch deswegen nicht als Opel oder Vauxhall verkauft werden. Daher wurde die Bezeichnung Bedford Midi gewählt in Anspielung auf die Tradition Bedfords als Nutzfahrzeughersteller. Der Bedford Blitz hatte im übrigen Europa jedoch einen schlechten Ruf, weswegen der Name für Opel nicht in Frage kam. Zudem wurden Isuzu-Modelle in den meisten Ländern ohnehin über das Opel-Vertriebsnetz verkauft. Somit wurde der Isuzu Fargo in einer modernisierten Version von 1986 bis 1996 in Luton bei IBC Vehicles als Bedford Midi für Vauxhall und Isuzu Midi für Opel produziert. Erhältlich war er mit langem oder kurzem Radstand als Kastenwagen oder Kleinbus, auf Wunsch auch mit einem Hochdach.
1997 ersetzte der Opel Arena (bzw. Vauxhall Arena) in Europa den Isuzu Midi.

## 1986–1989
Anfänglich waren ein Ottomotor mit 2,0 Liter Hubraum und ein 2,0-Liter-Turbodieselmotor erhältlich. Die Motoren saßen unter der vorderen Sitzbank. Grundsätzlich hatte der Midi Hinterradantrieb, aber auf Wunsch gab es Allradantrieb, was ihm auch viele Verkäufe an Rettungsdienste und Feuerwehren einbrachte, da er erheblich billiger war als Konkurrenzprodukte wie der VW T3. Zudem war diese Variante attraktiv für Camper.
Wegen der Position des Schalthebels konnten vorne nur zwei Personen Platz nehmen. Insgesamt konnten im Kleinbus acht Personen befördert werden.

## 1989–1996
Der Midi erhielt 1989 ein Facelift. Der Dieselmotor wurde auf 2,2 Liter Hubraum erweitert und die Leistung gesteigert. Das Armaturenbrett wurde überarbeitet und es gab neue Sitze und Türverkleidungen. Der Schalthebel wurde verlegt, sodass vorne auch drei Personen sitzen konnten, und der Kleinbus hatte nun klassenübliche neun Sitzplätze. Es war nun auch ein Automatikgetriebe für alle Versionen erhältlich. Äußerlich gab es nur minimale Änderungen.
1991 ersetzte ein 2,4-Liter-TD den bisherigen Dieselmotor.
Ab August 1993 war nur noch der 2,4-Liter-Turbodiesel verfügbar. Drei-Punkt-Sicherheitsgurte hinten erhöhten die Sicherheit bei den Busmodellen und die Klimaanlage wurde nun FCKW-frei. Äußerlich gab es nochmals minimale Modernisierungen.
1996 wurde die Produktion eingestellt.

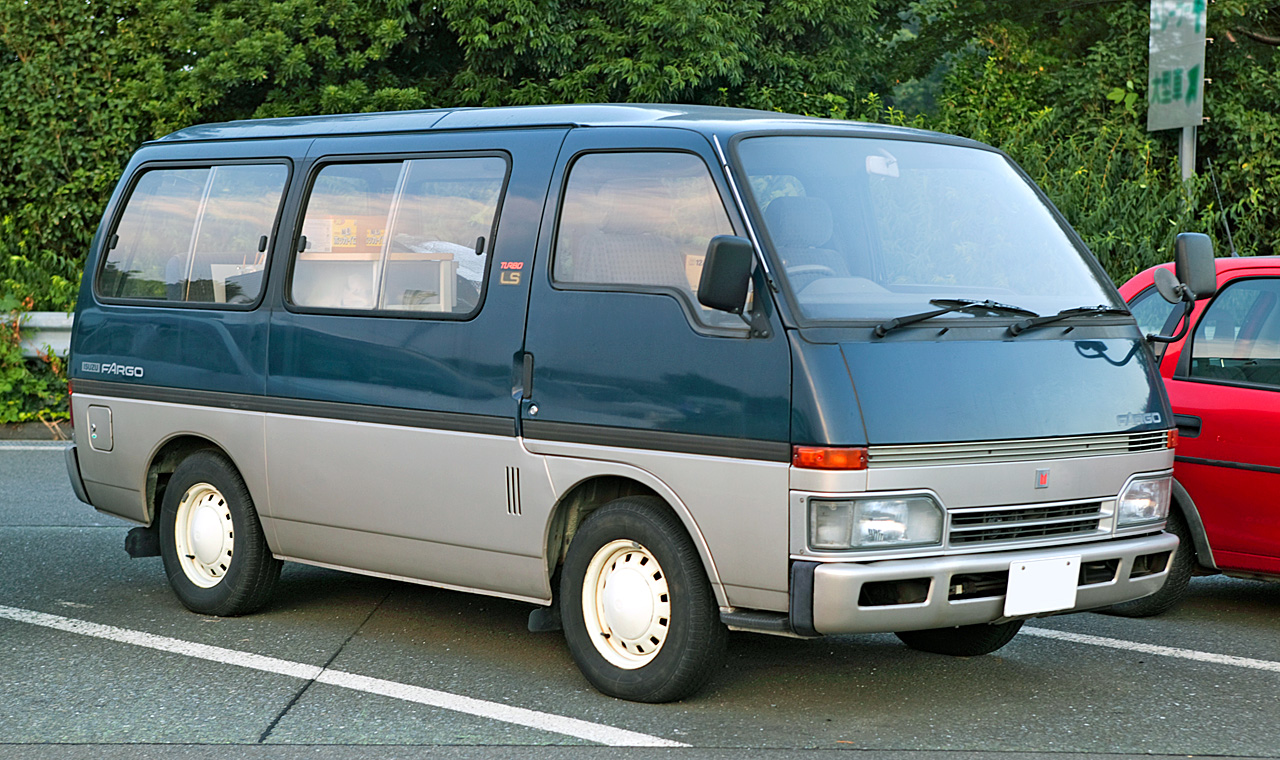
Isuzu Midi Kleinbus nach Facelift
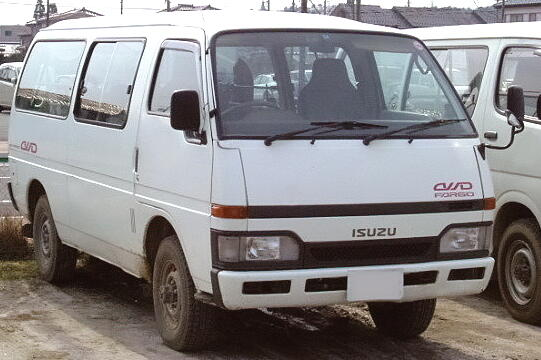
Isuzu Midi Allradversion